# Janusz Sawicki
Janusz Bogdan Sawicki (ur. 9 lutego 1949) – polski urzędnik państwowy i ekonomista, w latach 1989–1991 podsekretarz stanu w Ministerstwie Finansów, szef rady nadzorczej Funduszu Obsługi Zadłużenia Zagranicznego.

## Życiorys
W PRL przez ponad dekadę pracował w Ministerstwie Handlu Zagranicznego. Od 4 stycznia 1989 do 23 sierpnia 1991 pełnił funkcję podsekretarza stanu w Ministerstwie Finansów, odpowiedzialnego za obsługę polskiego zadłużenia zagranicznego, i zarazem pełnomocnika rządu ds. redukcji zadłużenia. Jednocześnie od 14 marca 1989 do 31 grudnia 1990 przewodniczył radzie nadzorczej Funduszu Obsługi Zadłużenia Zagranicznego, w tym okresie kierował też radą nadzorczą Banku Handlowego w Warszawie. Z funkcji wiceministra odwołany na własną prośbę wkrótce po ujawnieniu nieprawidłowości w FOZZ podczas kontroli Najwyższej Izby Kontroli. Później został adiunktem w Instytucie Badań Rynku, Konsumpcji i Koniunktur, a w 2009 – doradcą prezesa Banku Gospodarstwa Krajowego. Został także współwłaścicielem spółki JAS Doradztwo Strategiczne oraz innych przedsiębiorstw z tej branży. Autor publikacji naukowych dotyczących makroekonomii, polityki gospodarczej i funkcjonowania waluty euro.
W procesie sądowym dotyczącym FOZZ oskarżono go m.in. niedopełnienie nadzoru nad Grzegorzem Żemkiem i niegospodarność. Jego sprawa została prawomocnie umorzona w 2001 ze względu na przedawnienie. Jego nazwisko znalazło się na liście Macierewicza (jako kontakt operacyjny o pseudonimach „Jasa”, „Kmityn”), miał być współpracownikiem Departamentu I MSW i oddziału „Y” Zarządu II Sztabu Generalnego Wojska Polskiego. W mediach oskarżano go także o bycie oficerem Wojskowych Służb Informacyjnych na tajnym etacie.